# معهد ترودو

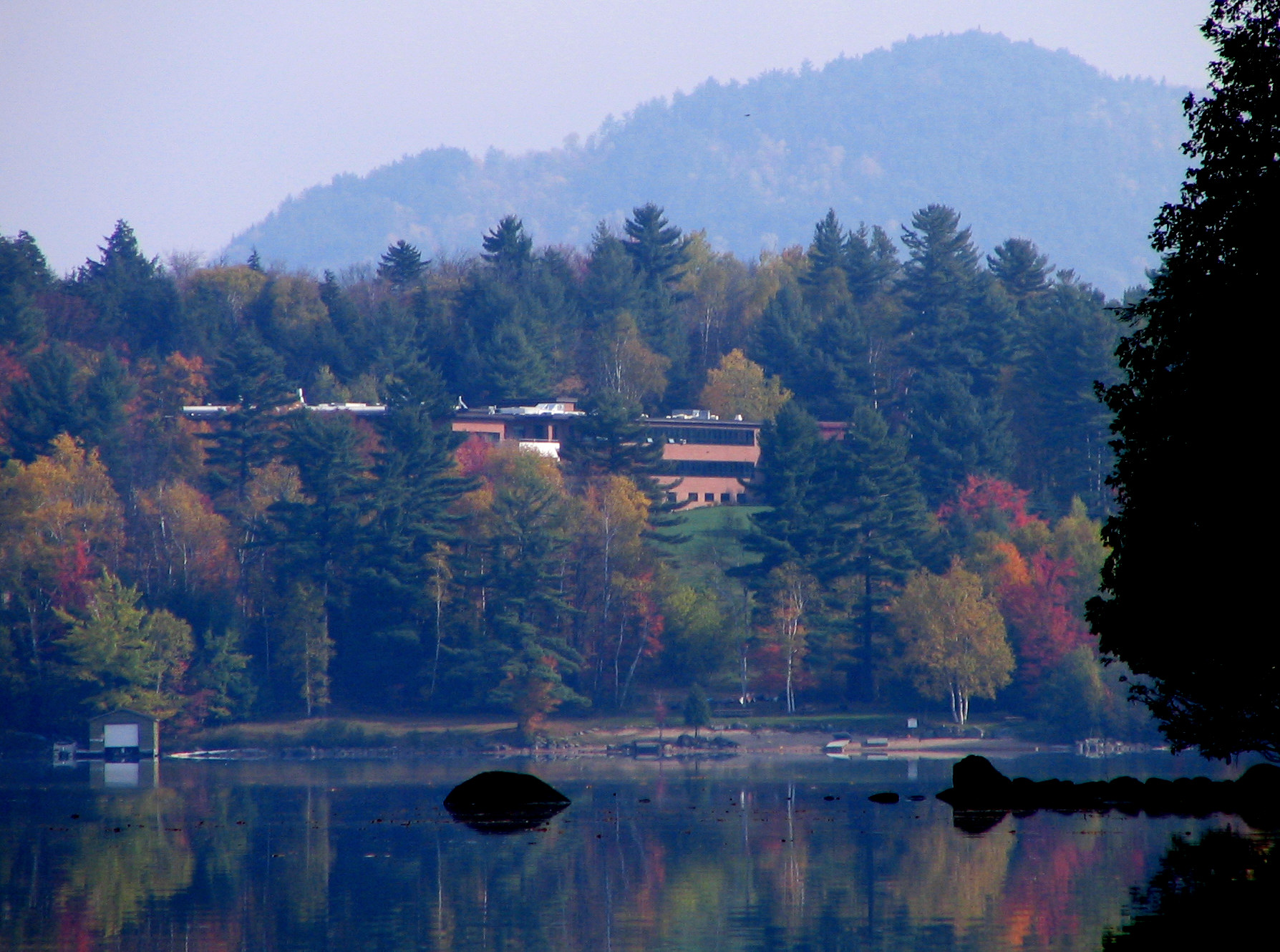
حرم معهد ترودو من بحيرة ساراناك المنخفضة.

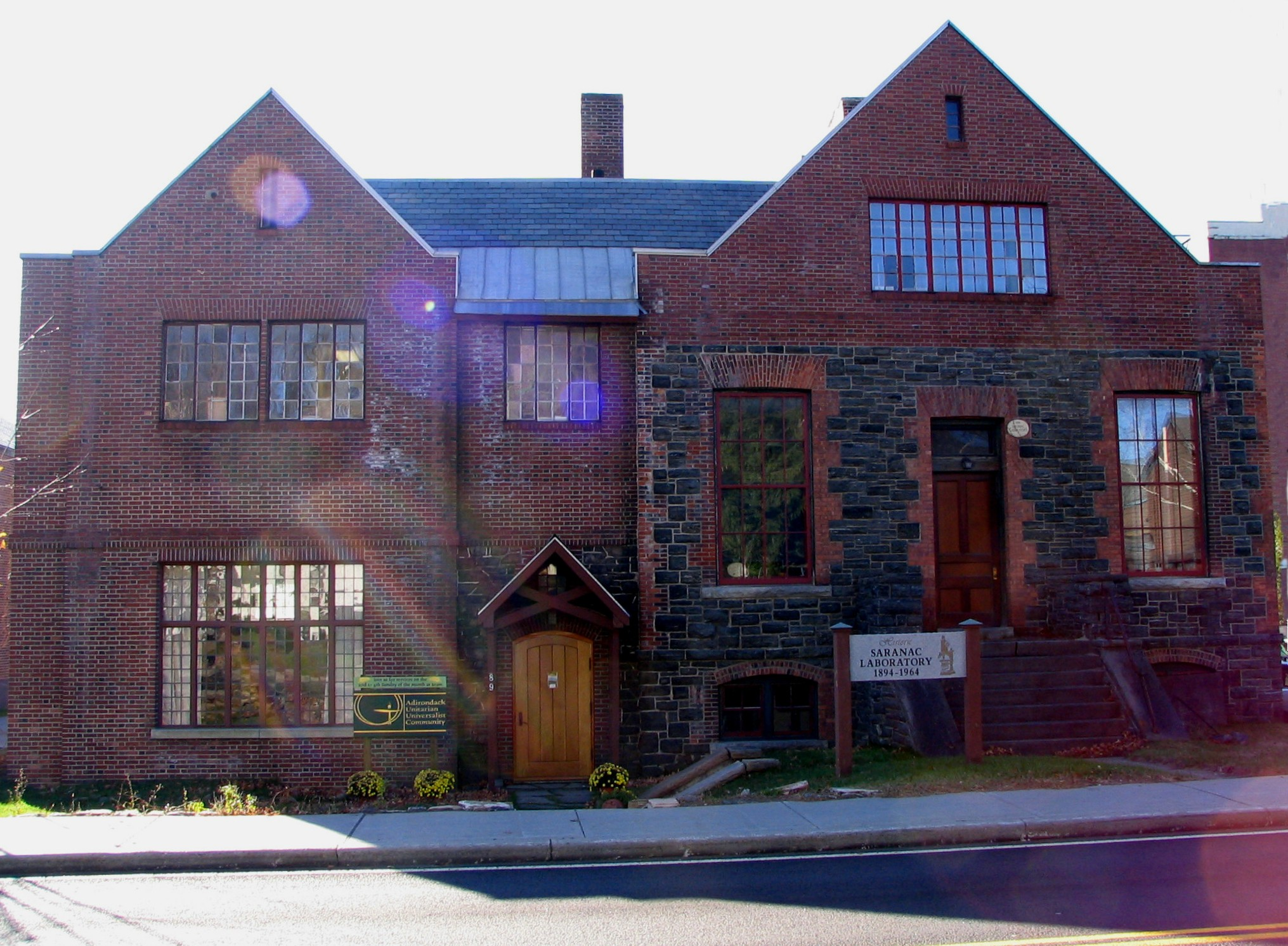
مختبر ساراناك ، بداية معهد ترودو. في الوقت الحاضر، منزل بحيرة ساراناك التاريخي ، منظمة محلية غير ربحية, منظمة للمحافظة على المواقع التاريخية

هو معهد مستقل غير ربحي للأبحاث الطبية الحيوية، يقع في قرية بحيرة ساراناك، نيويورك، مهمته العلمية إجراء الاكتشافات التي تؤدي إلى تطوير صحة الإنسان.

بقيادة الدكتور ديفيد.ل وودلاند، الذي يرأس أيضاً مختبره، وكل فرق البحث تتألف من باحث رئيسي، وزمالة من حاملي درجة ما بعد الدكتوراة وموظفين فنيين مدربين تدريب عالي، ويتلقى منحة سنوية تقدر بأكثر من مليون دولار كدعم أساسي من المعاهد الوطنية الأمريكية للصحة التي تعتمد إلى حد كبير على المنافسة والنجاح في كسب المنح الفيدرالية.كما أن المعهد يتلقى دخل من الأعمال الخيرية الخاصة، وتراخيص لتقنياتها وأوقافها.
يدير المعهد أعضاء مجلس إدارة أمناء من جميع أنحاء الولايات المتحدة الأمريكية بدون مقابل، وهم الطيار بنيامين بروستر من شارلوتسفيل، من ولاية فرجينيا ونائب الرئيس موري بيبر من ستونينغتون. والجدير بالذكر أن المعهد حالياً يوظف 39 بروفيسور من 7 دول. مع ميزانية تشغيلية سنوية قدرها أكثر من 16 مليون دولار كمنحة لدعم البحث، علماء ترودو يعملون لاكتشاف القواعد الأساسية التي تحكم طبيعة نظام دفاع الجسم، المناعة، وهجمات الإنفلونزا والطاعون والسل، وداء المقوسات، وأورام الرئة، وكذلك نتائج عن كيفية استجابة فرط نشاط المناعة الذاتية في التهاب المفاصل والربو والحساسية. كما أن المعهد يبحث أيضاً بجدية في تطوير علاجات لمرض البلهارسيا، وهو مرض يصيب تقريباً ثلث الناس فقراء العالم وأحد أهم الأمراض المدارية المهملة، الناتج عن الإصابة بعدوى فيروس الديدان الطفيلية.
يعد المعهد نقطة البداية لعشرة فرق بحث ممن قاموا بدراسة جوانب من العدوى والمناعة ولكن عبر مجموعة متنوعة من مسببات الأمراض المختلفة، دراساتهم تركّزت على استجابات المناعة على أهم الأمراض المعدية، مثل الأنفلونزا والسل وكذلك أيضاً على دور نظام المناعة على السرطان وتعفن الدم والشيخوخة.
لاستخدام أحدث المناهج التجريبية ونماذج الفئران قام الباحثون في ترودو بالاستفادة من 42 فندان (170,000 متر مربع) من المرافق الأساسية في الحرم ليتضمن الحيوانات، والتدفق الخلوي، الجزيئية، والنوى والتصوير المجهري، وكذلك تحتوي على مختبرات BSL3 و BSL2. لكي تستخدمها جميع فرق البحث على نطاق واسع وكذلك لأن جميع فرق البحث غالباً تتعاون في البحث. وقد تم استخدام المرافق بكفاءة، كما أن كثير من الأبحاث تآزرت بشكل رائع.
خلال خريف 2009، تم التكليف لإضافة مساحة مساعدة بقدر 10000 قدم مربع (930 متر مربع) إلى المختبرات. هذه المساحة الجديدة وفرت أحدث التسهيلات لأبحاث المعهد في السل والأنفلونزا الجائحة وغيرها من الأمراض المعدية. وقد تم تسمية الجناح ب رونالد ب. ستافورد تكريماً لعضو مجلس شيوخ ولاية نيويورك السابق.

## تاريخه
تأسس المعهد كمركز لأبحاث وعلاج مرض السل على يد الدكتور إدوارد ليفينغستون ترودو في عام 1884م، باسم مختبر ساراناك لدراسة مرض السل. تدرب ترودو كطبيب بعد وفاة أخيه الأكبر بمرض السل، وقد شخّص نفسه بمرض السل عام 1873 م. بعدما اتبع التفكير التقليدي حثه الفيزيائيين وأصدقائه لتغيير المناخ. فذهب ليعيش في جبال آديرونداك في فندق بول سميث، ليقضي أكثر وقت ممكن في الهواء الطلق. وفي وقت لاحق استطاع استعادة صحته من جديد. في عام 1876 م انتقل إلى بحيرة ساراناك حيث أنشأ في المنطقة أساليب الممارسة الطبية بين الرياضين ومرشدين ومخيمات من الخشب. في 1882 م، قرأ ترودو عن نجاحات حققها دكتور من بروسيا يدعى د. هيرمان بريمر في علاج مرض السل عن طريق علاج استرخائي في البرد والهواء الجبلي النظيف. اتبع ترودو هذا المثال وأنشأ مصحة آديرونداك المنزلية، وبمساعدة بعض رجال الأعمال الأثرياء تمكن من مقابلة بول سميث. في عام 1894، بعد ما قضى الحريق على مختبره الصغير قام ترودو بتنظيم أول مختبر مخصص لدراسة مرض السل في الولايات المتحدة الأمريكية
أصبح أول علاج لمرض السل متوفراً في عام 1950 م، وأعيد تأسيس المعهد من جديد في عام 1964 ووصفه بمعهد الأبحاث.

## روابط خارجية
- Official site
- Trudeau Institute, 1884-2008
- Historic Saranac Lake - the Saranac Laboratory

‌